# Lozio
Lozio är en ort och kommun i provinsen Brescia i regionen Lombardiet i Italien. Kommunen hade 405 invånare (2018).